# Andreas Scheibe
Andreas Scheibe (* 17. August 1951 in Glauchau) ist ein ehemaliger deutscher Sprinter, der sich auf den 400-Meter-Lauf spezialisiert hatte und für die DDR startete.
1968 war er bei den Europäischen Juniorenspielen in Leipzig Fünfter über 400 Meter und Zweiter mit der 4-mal-400-Meter-Staffel, bei den ersten offiziellen Junioreneuropameisterschaften, die 1970 in Colombes ausgetragen wurden, gewann er über 400 Meter die Bronzemedaille. 1974 gewann er Silber bei den Halleneuropameisterschaften in Göteborg. Bei den Europameisterschaften in Rom erreichte er im Einzelwettbewerb den Zwischenlauf und kam mit der DDR-Mannschaft in der 4-mal-400-Meter-Staffel auf den vierten Platz. Insgesamt trug er zwischen 1968 und 1976 bei zwanzig Meisterschaften und Länderkämpfen das Nationaltrikot der DDR.
1973 und 1974 wurde er DDR-Meister, 1971 Vizemeister. In der Halle holte er 1973, 1974, 1976 den DDR-Titel.
Andreas Scheibe startete für den SC Karl-Marx-Stadt.

## Persönliche Bestzeiten
- 400 m: 45,97 s, 8. Juni 1974, Stockholm
- Halle: 46,80 s, 10. März 1974, Göteborg